# Hàng không năm 1964
Đây là danh sách các sự kiện hàng không nổi bật xảy ra trong năm 1964:

## Chuyến bay đầu tiên

### Tháng 1
- 5 tháng 1 - Shorts Belfast XR362 G-ASKE

### Tháng 3
- 7 tháng 3 - Hawker Siddeley Kestrel
- 7 tháng 3 - Helwan HA-300

### Tháng 4
- 9 tháng 7 - de Havilland Canada DHC-5 Buffalo
- 10 tháng 7 - EWR VJ 101C, máy bay V/STOL siêu âm đầu tiên trên thế giới
- 21 tháng 7 - HFB-320 Hansa Jet

### Tháng 5
- 1 tháng 5 - BAC Type 221
- 25 tháng 5 - Ryan XV-5

### Tháng 6
- 26 tháng 6 - Curtiss-Wright X-19

### Tháng 7
- 15 tháng 7 - Aviomilano F.250 I-RAIE, nguyên mẫu của SIAI Marchetti SF.260

### Tháng 9
- 4 tháng 9 - HAL HJT-16 Kiran
- 21 tháng 9 - XB-70 Valkyrie
- 27 tháng 9 - BAC TSR.2
- 29 tháng 9 - LTV-Hiller-Ryan XC-142

### Tháng 10
- 14 tháng 10 - Sikorsky YCH-53
- 19 tháng 10 - Agusta A.101 MM80358 FF

### Tháng 11
- 18 tháng 11 - C-2 Greyhound

### Tháng 12
- 21 tháng 12 - General Dynamics F-111
- 22 tháng 12 - SR-71 Blackbird

## Bắt đầu hoạt động
Tháng 2
- 1 tháng 2 - Boeing 727 trong Eastern Air Lines
- Dassault Mirage IV trong Armée de l'Air